# Hyalinobatrachium esmeralda
Pour les articles homonymes, voir Esmeralda.
Espèce
Statut de conservation UICN

 EN B1ab(iii) : En danger
Hyalinobatrachium esmeralda est une espèce d'amphibiens de la famille des Centrolenidae.

## Répartition
Cette espèce est endémique du département de Boyacá en Colombie. Elle se rencontre dans les environs de Pajarito de 1 600 à 1 650 m d'altitude sur le versant Ouest de la cordillère Orientale.

## Description
Les mâles mesurent de 18,4 à 22,3 mm et les femelles de 21,2 à 22,4 mm.

## Étymologie
Le nom spécifique esmeralda vient de l'espagnol esmeralda, l'émeraude, en référence à la couleur de cette espèce.

## Publication originale
- Ruiz-Carranza & Lynch, 1998 : Ranas Centrolenidae de Colombia XI. Nuevas especies de ranas cristal del genero Hyalinobatrachium. Revista de la Academia Colombiana de Ciencias Exactas, Físicas y Naturales, vol. 22, no 85, p. 571-586 (texte intégral).